# (9067) Katsuno
(9067) Katsuno (1993 HR) – planetoida z pasa głównego asteroid okrążająca Słońce w ciągu 4,69 lat w średniej odległości 2,8 au. Odkryta 16 kwietnia 1993 roku.